# إينيغو فيليز
إينيغو فيليز (بالإسبانية: Íñigo Vélez) هو لاعب كرة قدم إسباني في مركز الهجوم، ولد في 15 مارس 1982 في فيتوريا-غاستيز في إسبانيا. لعب مع أتلتيك بيلباو وأوريرا فيتوريا وإسبانيول وريال مورسيا ونادي إيبار ونادي خيريث ونومانسيا.

## وصلات خارجية
- إينيغو فيليز على موقع قاعدة بيانات كرة القدم.إي يو (الإنجليزية)
- إينيغو فيليز على موقع Soccerway.com (الإنجليزية)
- إينيغو فيليز على موقع عالم كرة القدم.نت (الإنجليزية)
- إينيغو فيليز على موقع AS.com (الإسبانية)